# Gert Westphal
Gert Westphal (Dresden, 5 oktober 1920 – Zürich, 10 november 2002) was een Duits/Zwitserse acteur, regisseur en recitator.

## Biografie
Gert Westphal, geboren in Dresden in 1920 als zoon van een cultureel geïnteresseerde fabrieksdirecteur, voltooide zijn acteeropleiding bij Paul Hoffmann in het Staatstheater van Dresden, nadat hij was afgestudeerd aan de middelbare school in Blasewitz. In 1940 debuteerde hij als tweede rijder in Götz von Berlichingen van Goethe, voordat hij werd opgeroepen voor militaire dienst. Na gevangenschap en een paar omwegen kwam hij in 1946 naar Bremen. Hier begon hij te werken als spreker en redacteur bij Radio Bremen, naast een verbintenis bij de Bremer Kammerspiele. In 1948 werd hij hoorspelleider van het door de geallieerden gecontroleerde station en bekleedde deze positie tot hij in 1953 overstapte naar de Südwestfunk Baden-Baden. Daar werkte hij tot 1959 in dezelfde functie en was daarom verantwoordelijk voor alle opnamen die in die tijd werden gemaakt. Hij had regelmatig contact met tal van auteurs uit die tijd, zoals Alfred Andersch, Ingeborg Bachmann, Gottfried Benn, Max Frisch of Carl Zuckmayer en gaf ook opdracht voor werken voor hoorspelen. Hij werkte samen met Max Ophüls, Will Quadflieg, Hans Paetsch, Oskar Werner, Walter Jens, Joachim Fest en vele anderen, produceerde en bewerkte regelmatig hoorspelen en radiofuncties en werkte ook mee als spreker. Hij regisseerde o.a.  het vijfdelige hoorspel Am Grünen Strand der Spree, waarin de auteur Hans Scholz ook een van de hoofdrollen sprak.
Bovendien was Westphal sinds het begin van zijn werk op de radio altijd te horen met lezingen, waarvan hij de teksten zelf selecteerde en bewerkte, en ondersteunde nieuwe of moeilijk te implementeren formaten en projecten. Voor de toenmalige hoofdredacteur van het jazzredactieteam van de Südwestfunk, Joachim-Ernst Berendt, was Westphal de ideale keuze voor de poëzie- en jazzprogramma's die hij maakte (bijvoorbeeld met het Metronome Quintet) vanwege zijn begrip van de tekst en zijn muzikaliteit, die tot heden stijlvormend werken. Ondanks de steeds terugkerende zorgen van talloze organisatoren, voelde hij zich vooral gehecht aan de muzikale vorm van het melodrama. Dus bracht hij o.a. het melodrama Die Weise von Liebe und Tod des Cornets Christoph Rilke van Rainer Maria Rilke in de versie voor spreker en piano van Viktor Ullmann samen met pianist Michael Allan op 15 juni 1994 op het Summer Music Festival Soest in première. Westphal nam ook het deel van de spreker in de georkestreerde versie van Ullmann (Ghetto Theresienstadt 1944) voor zijn rekening, bijvoorbeeld in de Berlijnse Philharmonie met de Duits-Scandinavische Jugendphilharmonie onder leiding van Andreas Peer Kähler.
Westphal verscheen in mei 1963 in het Theater der Nations in Parijs met het Theatre Ensemble Oskar Werner met een uitvoering van Torquato Tasso. Samen met Käthe Gold en Walter Richter verscheen hij in Israël in het begin van 1965, waar voor het eerst een toneelstuk in het Duits werd opgevoerd met August Strindbergs Totentanz. Van 1959 tot 1980 was hij lid van het ensemble in het Zürcher Schauspielhaus en nam hij deel aan tal van wereldpremières, voordat hij zelfstandige werd en zich concentreerde op lezen op het podium en in de studio. Daarnaast was hij ook regisseur in tal van theaters en operapodia in Duitsland. In 1960 verwierf Westphal zowel het Duitse als het Zwitserse staatsburgerschap en kon daarom opnemen in de voormalige DDR. Hij trad publiek op tot september 2002 en nam verdere lezingen op geluidsdragers op.
De speciale liefde van de koning van de voorlezers, zoals Petra Kipphoff hem ooit vanaf die tijd noemde, was voor recitatie en literair lezen voor een publiek, op de radio, voor een platen- of audioboek. Johann Wolfgang Goethe, Theodor Fontane en Thomas Mann werden beschouwd als "pilaarheiligen". Op enkele uitzonderingen na nam hij al hun romans en verhalen op - in sommige gevallen meerdere keren - of gebruikte hij deze werken als modellen voor de hoorspelen die hij produceerde.
In de combinatie lezing/hoorspel heeft Westfal herhaaldelijk verschillende functies tegelijkertijd uitgevoerd, waardoor het respectieve werk vanuit twee perspectieven kon worden ervaren: naast de werkelijke lezingen met slechts één lezer, werkte hij als verteller in talloze hoorspelen en/of regisseerde hij ze. In deze context is het ook opmerkelijk dat hij ook zeer succesvol betrokken was bij de productie van zogenaamde triviale literatuur. Dus hij werkte b.v. in de langetermijnserie Der Frauenarzt von Bischofsbrück van de SDR van Alfred Marquart en Herbert Borlinghaus, evenals in de filmaanpassingen van de romans, geschreven door Hedwig Courths-Mahlers (Die Bettelprinzeß, Griseldis, Die Kriegsbraut, Der Scheingemahl en Eine ungeliebte Frau) als verteller mee. Het feit dat dit zowel door critici als publiek positief werd ontvangen, werd herhaaldelijk gerechtvaardigd door de ernst waarmee Westphal zijn rol vervulde. De hoofdrolspelers zijn ook vergelijkbaar in hun afkomst, opleiding en kenmerken met die van de klassieke literatuur, omdat ze grotendeels ook artsen, advocaten, militairen, leraren of (arme) edelen en hun dienaren zijn. De stem van Westphal kwam hier blijkbaar exact overeen. Ook opvallend is het feit dat zijn stem rond het begin van de jaren 1970 steeds donkerder werd. Dit is met name merkbaar in bijvoorbeeld de Josephromans van Thomas Mann, waarin het voorspel Höllenfahrt ongeveer 30 jaar na deel I - IV werd opgenomen.
Naast de belangrijkste werken van Duitstalige auteurs, nam Westphal ook tal van werken op van Europese auteurs zoals B. Gustave Flaubert, Victor Hugo, Henry James en Thornton Wilder op geluidsdragers. Russische literatuur met auteurs zoals Tschingis Aitmatow, Fjodor Dostojewski, Nikolai Gogol, Iwan Gontscharow, Maxim Gorki, Nikolai Semjonowitsch Leskow, Vladimir Nabokov, Leo Tolstoi en Anton Tsjechov was een regelmatige focus bij zijn lezingen en producties.
Hij schreef ook een aantal hoorspelen onder het pseudoniem Gerhard Wehner. Bij Radio Bremen waren zijn hoorspelen Offene Rechnung en Gestern ist lange her opgenomen. Zijn hoorspel Große Konjunktion im Zeichen der Fische werd opgenomen in 1971 door de DRS en in 1973 door de ORF (Radio Salzburg).

## Privéleven en overlijden
In 1954 ontmoette hij de actrice en voordraagster Gisela Zoch bij de Norddeutscher Rundfunk, met wie hij in december 1957 trouwde, waaruit twee dochters (geboren 1963 en 1966) voortkwamen. In november 2002 bezweek Westphal op 82-jarige leeftijd aan de gevolgen van kanker. Zijn laatste rustplaats is op de begraafplaats Kilchberg aan het meer van Zürich, dicht bij het graf van Thomas Mann.

## Werken

### Hoorspelregie (selectie)
- 1948: Helmut Käutner en Ernst Schnabel: In jenen Tagen - Auch Sprecher (Radio Bremen)
- 1951: Hans Rothe: Das große Netz. Ein Spiel aus dem Zeitalter der Königin Elisabeth von England (SWF)
- 1953: Wolfgang Hildesheimer: Begegnung im Balkanexpress (NWDR)
- 1953: Das Schloß (volgens Franz Kafka)
- 1954: Beatrice und Juana (volgens Günter Eich)
- 1954: Zwischenstation
- 1955: Die Hinschlachtung der Unschuldigen
- 1955: Das kalte Licht (volgens Carl Zuckmayer)
- 1955: Die Stimme hinter dem Vorhang, volgens Gottfried Benn – ook spreker (SWF)
- 1956: Die Rückreise
- 1956: Am grünen Strand der Spree (5 Teile) (volgens Hans Scholz)
- 1958: Jahrmarkt des Lebens (4 delen)
- 1958: Leonce und Lena, volgens Georg Büchner (SWF)
- 1959: Brandenburger Tor (volgens Hans Scholz)
- 1959: Maigret und die Groschenschenke
- 1959: Maigret und seine Skrupel
- 1959: Maigret und sein Revolver
- 1959: Maigret und die junge Tote
- 1959: Maigret und der gelbe Hund
- 1959: Maigret und die Bohnenstange
- 1960: Protokolle
- 1963: Ein Herrenabend ohne Sokrates
- 1965: Rudolf Bayr: Orangenblüten (NDR)
- 1965: Georges Simenon: Die Glocken von Bicêtre (chefredacteur) – ook bewerking en spreker (misdaadhoorspel – SWF)
- Hans Rothe: Die Vitrine (NDR/SWF)

### Hoorspelbewerkingen (selectie)
- Georges Simenon: Maigret und der gelbe Hund. Bewerking: Gert Westphal. Regie: Heinz-Günter Stamm BR 1961. Der Audio Verlag, 2005, ISBN 3-89813-390-7.
- Georges Simenon: Maigret und die Bohnenstange. Bewerking: Gert Westphal. Regie: Heinz-Günter Stamm, BR 1961. Der Audio Verlag 2005
- Maigret und seine Skrupel. BR, Regie: Heinz-Günter Stamm, Bewerker: Gert Westphal, Vertaling: Hansjürgen Wille, Der Audio Verlag, Auflage: Sonderausgabe, 2005, ISBN 3-89813-390-7.

### Hoorspelspreker (samenvatting)
- 1951: Charles Dickens: Der Bahnwärter – regie: Heinz Günter Stamm (hoorspel – RB)

### Luisterboeken (samenvatting)
- 1995: Das Parfum van Patrick Süskind, het verhaal van een moordenaar, Litraton-Verlag Hamburg, ISBN 978-3-89469-911-6.
- 1996: Der Vorleser van Bernhard Schlink, onverkorte lezing, 5 cd's, 303 Min., Litraton-Verlag Hamburg, ISBN 3-89469-922-1.
- 1998: Schuld und Sühne van Fjodor Michailowitsch Dostojewski, 22 cassetten, 1670 min. – overdracht: Werner Bergengruen, Litraton-Verlag Hamburg, ISBN 3-89469-143-3.
- 1998: Die Wahlverwandtschaften van Johann Wolfgang von Goethe, 8 cd's ca. 555 min, Deutsche Grammophon Berlin, ISBN 978-3-8291-0704-4.
- 2001: Buddenbrooks van Thomas Mann, onverkorte 22 cd's ca. 28 uur, ISBN 978-3-8291-1148-5.
- 2004: Der Schatz im Silbersee van Karl May, onverkorte, historisch-kritische uitgave, 16 cd's 1259 min., Deutsche Grammophon (Universal) Berlin, ISBN 3-8291-1489-3.
- 2004: Die großen Romane 1 + 2 van Theodor Fontane - luisterboek, 76 cds ca. 94 uur, Deutsche Grammophon (Universal) Berlin, ISBN 978-3-8291-1453-0.
- 2005: Bekenntnisse des Hochstaplers Felix Krull van Thomas Mann, onverkorte luisterboek-editie, 13 cd's, 990 min., Deutsche Grammophon und Radio Bremen, ISBN 3-8291-1536-9.
- 2005: Der Zauberberg van Thomas Mann, 15 cd's, 1170 min., Deutsche Grammophon Berlin, ISBN 3-8291-1535-0.
- 2015: Eugen Onegin, een roman in verzen van Alexander Puschkin, ingekort in vertaling van Ulrich Busch, 3h 31min, Hörverlag, München, ISBN 978-3-8445-2260-0.

### Tekst en jazz (selectie)
- 1960: Lyrik und Jazz Benn, tekst van Gottfried Benn met muziek van o.a. J.J. Johnson, Kai Winding, Dave Brubeck Quartet.
- 1962: Lyrik und Jazz Enzensberger – Halleluja Im Niemandsland, tekst van Hans Magnus Enzensberger met muziek van Max Roach, The Art Blakey Percussion Ensemble, Donald Byrd, Horace Silver en Miles Davis Quintet.
- 1963: Lyrik und Jazz Rühmkorf – Im Vollbesitz meiner Zweifel, tekst van Peter Rühmkorf met muziek van Johnny Griffin.
- 1965: Lyrik und Jazz Heinrich Heine – Gert Westphal & Attila-Zoller-Quartett
- 1974: Hesse Between Music, met teksten en poëzie van Hermann Hesse und Musik von Between.
- 1982: Ringeljazz – Gert Westphal en het Metronome Quintett,  met Lyrik von Gottfried Benn, Jacques Prévert en Joachim Ringelnatz.
- 1993: Kling Hinaus Ins Weite – Gert Westphal en het Metronome Quintett,  met Lyrik von Heinrich Heine, Mascha Kaléko en Fridolin Tschudi.

### Films (selectie)
- 1955: Der letzte Mann
- 1956: Unheimliche Begegnungen (tv-serie)
- 1964: Andorra
- 1966: Angeklagt nach § 218
- 1966: Bonditis
- 1966: Zehn Prozent
- 1969: Der Fall Liebknecht-Luxemburg (televisie-tweedeler)
- 1970: Unter Kuratel
- 1970: Journal 1870/71 (miniserie als acteur)
- 1973: Tatort: Frauenmord
- 1974: Der Scheingemahl

- 1974: Eine ungeliebte Frau (verteller)
- 1974: Griseldis (verteller)
- 1974: Die Kriegsbraut (verteller)
- 1974: Die Bettelprinzess (verteller)
- 1987: Friedenspolka (professor Petrow)
- 1988: Schneller als das Auge (dr. Heinrich)

- Bibliothèque nationale de France: cb165836017 (data)
- Catàleg d'autoritats de noms i títols de Catalunya: 981058518139006706
- Gemeinsame Normdatei: 115770348
- International Standard Name Identifier: 0000 0001 0980 5110
- Library of Congress Control Number: n2002021062
- MusicBrainz: 0ac844ea-b756-4755-b9ff-20150a8012af
- Nationale Bibliotheek van Tsjechië: pna2005307434
- Nationale Bibliotheek van Israël: 987007269722105171
- Nationale Bibliotheek van Polen: a0000001720703
- Nederlandse Thesaurus van Auteursnamen: 067707475
- Système universitaire de documentation: 077755723
- Theaterlexikon der Schweiz: Gert_Westphal
- Virtual International Authority File: 64743847
- WorldCat: E39PBJtCFVD4G8jXGHkMmKd4v3